# Kaikoura (Neuseeland)
Kaikoura, in Māori-Schreibweise Kaikōura, ist ein vom Ökotourismus geprägter Ort an der Ostküste der Südinsel Neuseelands. Er ist zugleich Verwaltungssitz des Kaikoura Districts, der mit 3552 Einwohnern nur etwas mehr Einwohner zählt als der Ort selbst.

## Namensherkunft
Der Name Kaikoura bedeutet in der Sprache der Māori: kai = Essen/Mahl, kōura = Krebs/Languste.

## Geografie
Kaikoura liegt entlang einer langgezogenen nordsüdlich verlaufenden Bucht direkt am Pazifischen Ozean auf dem ehemaligen Schwemmland des Kowhai Rivers. Mit seinem umliegenden Farmland wird der Ort von den bis zur Küste verlaufenden Seaward Kaikoura Range im Norden, Westen sowie im Süden begrenzt. Ein kleiner Teil des Stadtgebietes erstreckt sich bis auf die Kaikoura Peninsula, einer kleinen dem Schwemmland vorgelagerten Halbinsel, die als letzter Ausläufer der Seaward Kaikoura Range gilt. Vor der Küste aus fällt der Festlandsockel schon bei 1,6 km steil ab und erreicht in dem Kaikoura Canyon eine Tiefe von bis zu 1600 m und bildet damit durch seine Tiefe und günstigen Strömungsverhältnissen perfekte Bedingungen für maritimes Leben direkt vor der Küste.
Der Ort, 132 km südöstlich von Blenheim und 183 km nördlich von Christchurch gelegen, ist über den entlang des Ortes verlaufenden State Highway 1 (SH 1) erreichbar und ist zudem mit einem eigenen Bahnhof an die nordsüdlich verlaufende Eisenbahnlinie South Island Main Trunk Railway angebunden, auf der zwischen Picton und Christchurch der TranzCoastal verkehrt.

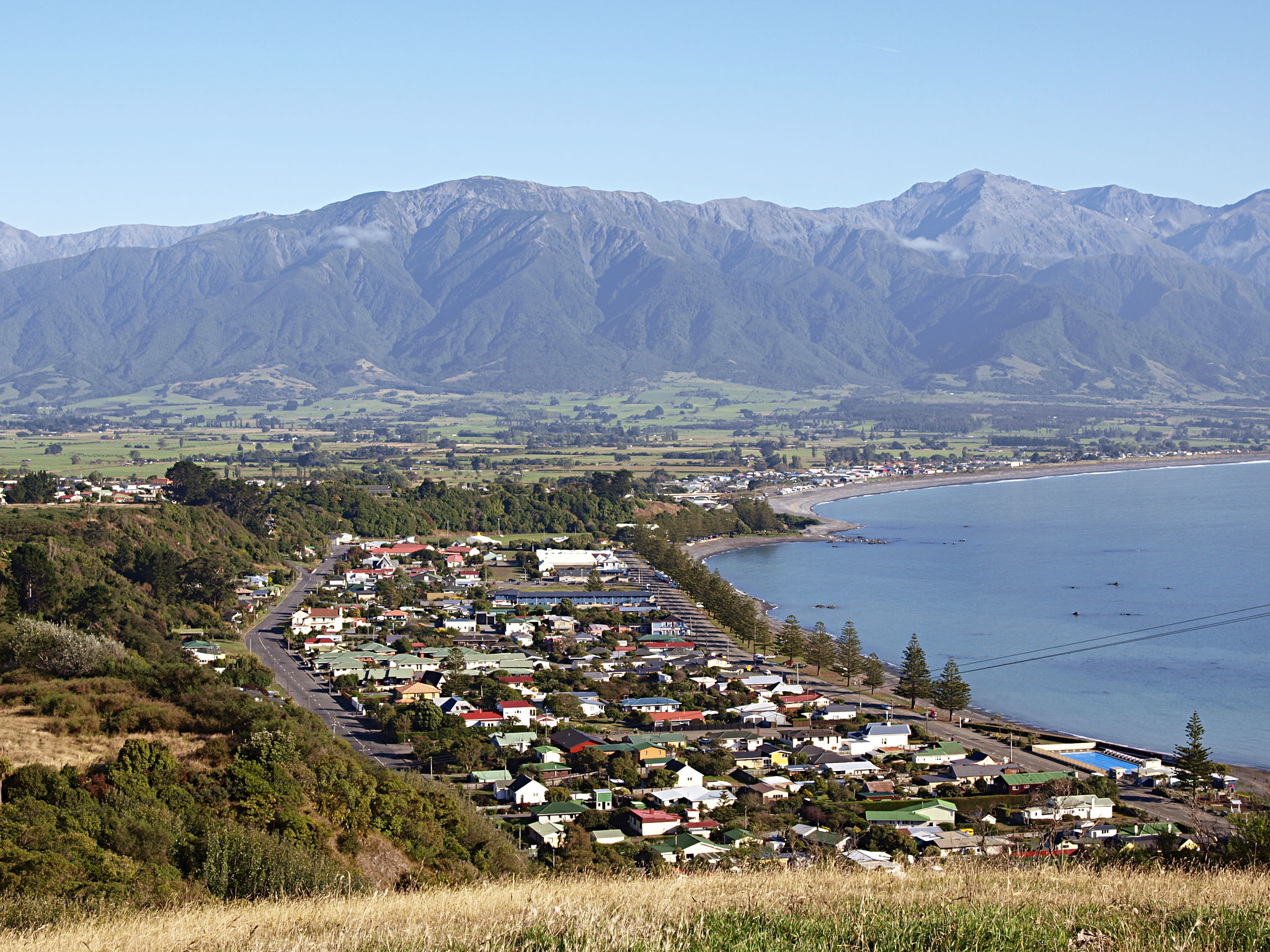
Stadtzentrum
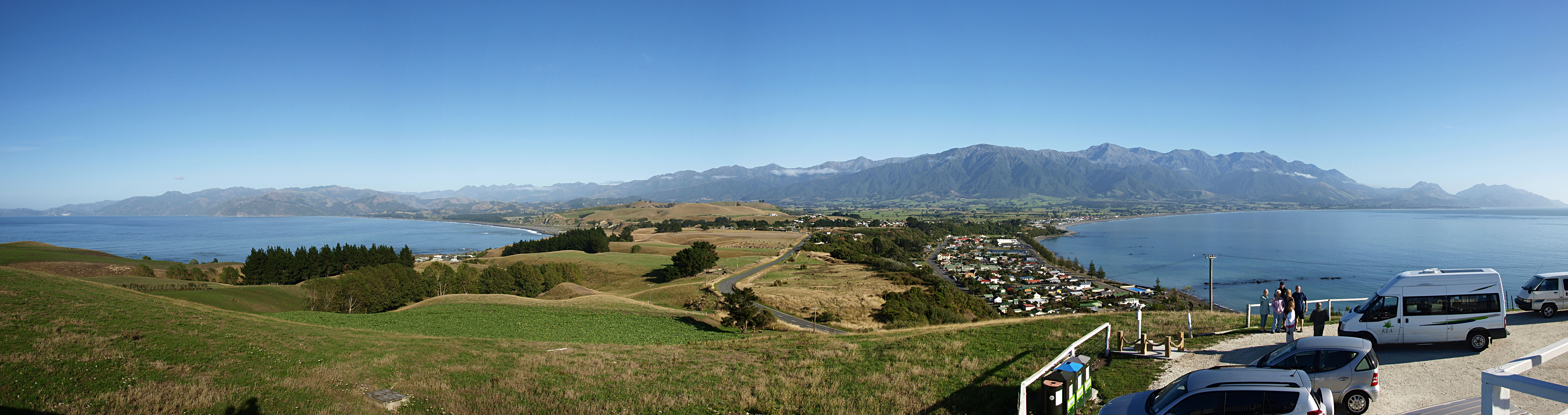
Panorama mit Blick auf Seaward Kaikoura Range
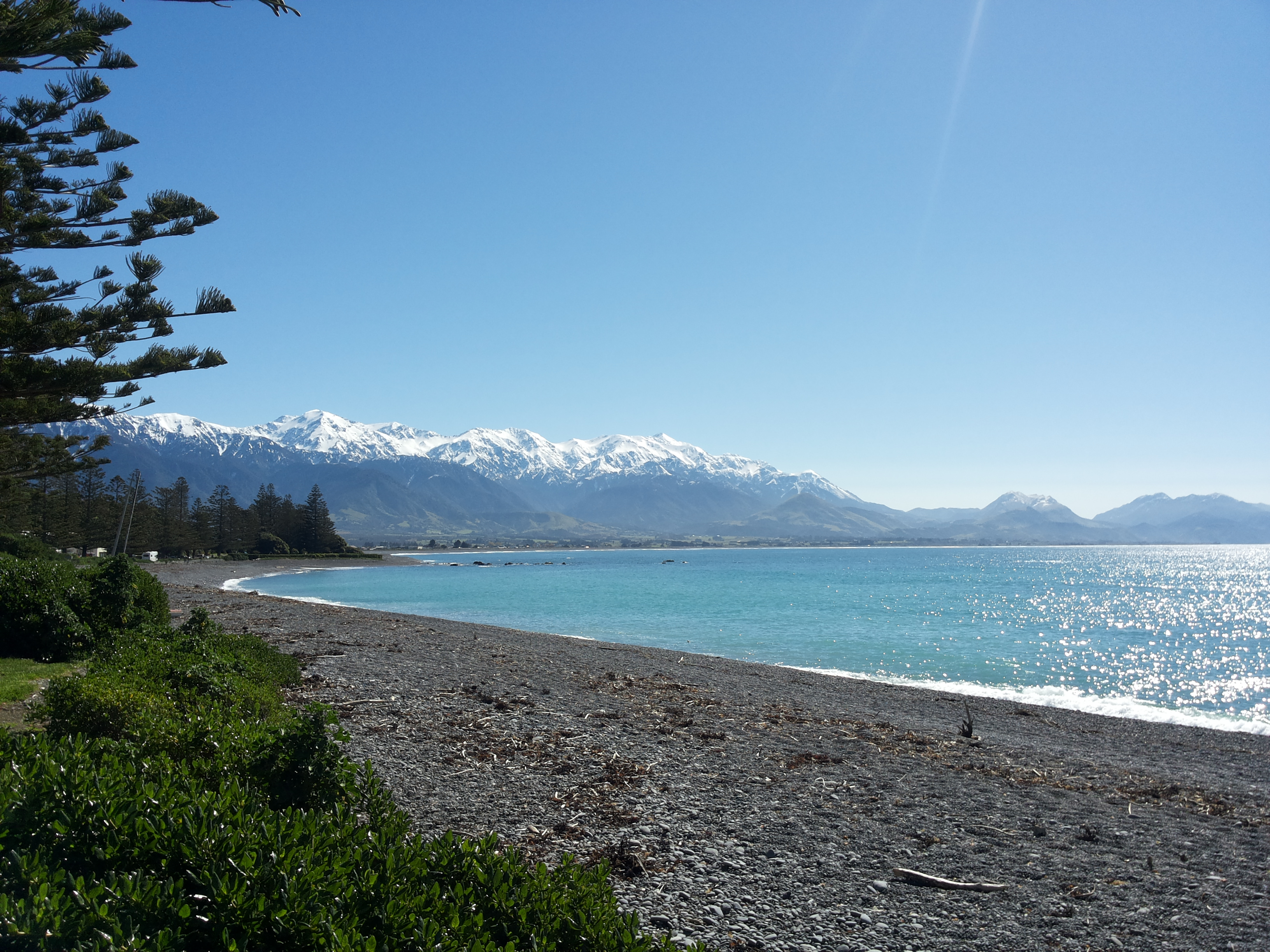
Strand

## Geschichte
Bevor im 19. Jahrhundert die ersten europäischen Siedler kamen, war Kaikoura schon über 600 Jahre lang Siedlungsgebiet der Māori. Als letzte siedelten die Ngāi Tahu, ein Iwi (Stamm) der Māori, der im 17. Jahrhundert von der Nordinsel Neuseelands kommend, sich wegen des Fischreichtums der See an der Küste von Kaikoura niederließ.

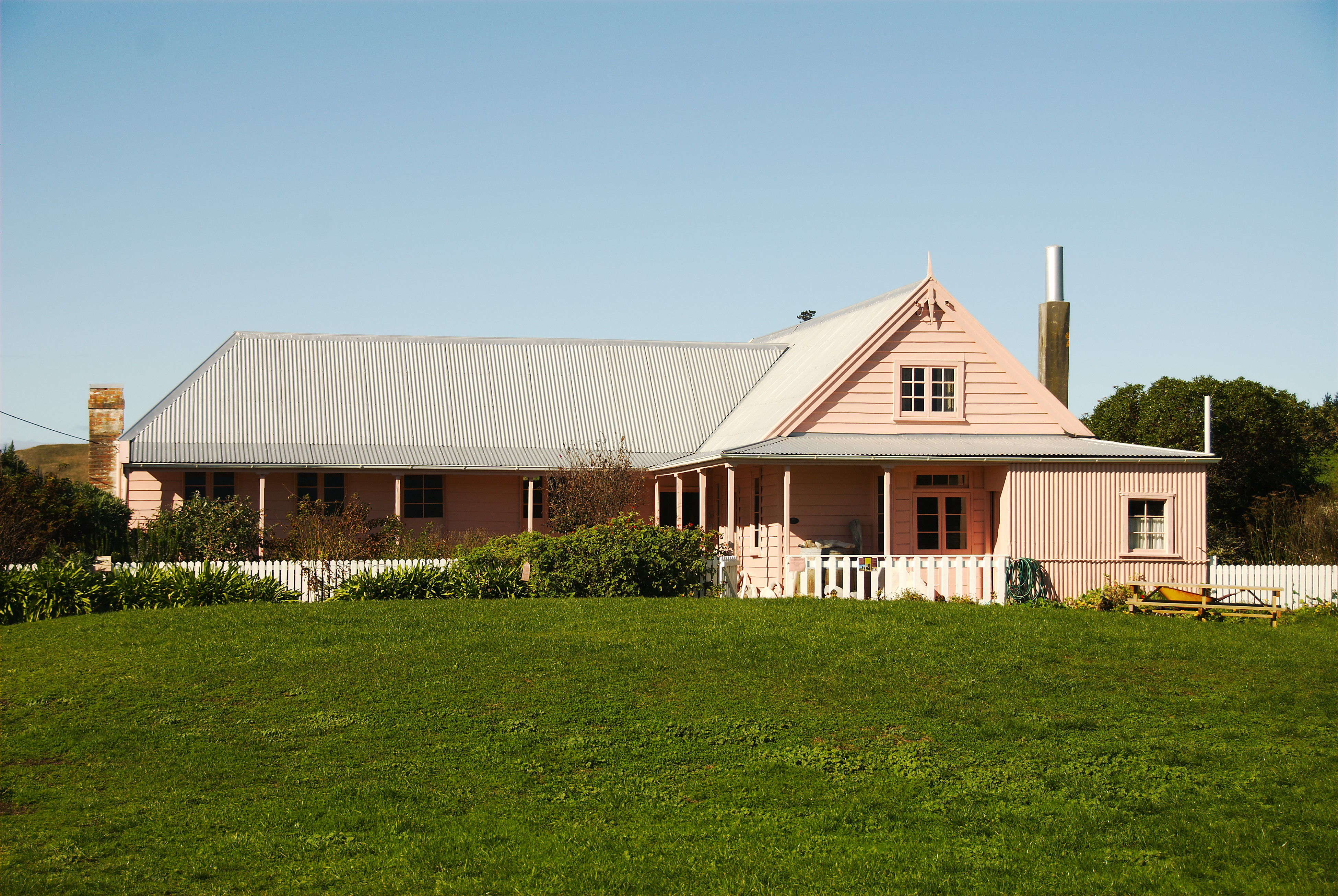
Das Fyffe Haus (1845/1857 erb.) auf der Kaikoura Halbinsel

Die Ankunft der ersten Europäer wurde 1842 mit dem Kapitän und Walfänger Robert Fyfe dokumentiert, der in der Bucht von Kaikoura eine Walfangstation gründete. Sein Haus, ursprünglich 1845 für seinen Küfer (Fassmacher) erbaut und nach seinem Tod von 1857 an durch seinen Cousin George Fyffe (mit zwei f) erweitert, existiert noch heute und stellt eines der ältesten noch erhaltenen Häuser Neuseelands dar. Das Haus steht seit dem 15. Februar 1990 unter Denkmalschutz.
Nach einer kurzen Zeit erfolgreichen Walfangs stieg man ab 1850 zusätzlich zum Walfang mit Schafen und Ziegen in die Viehwirtschaft ein. Der Walfang wurde bis 1964 fortgeführt, wenn auch nur sporadisch. Mit dem Marine Mammals Protection Act 1978 wurde der Walfang in Neuseeland schließlich ganz verboten und die Tiere gesetzlich geschützt.
Kaikoura, bis in die 1960er Jahre halb Fischerdorf, halb farmwirtschaftlich geprägt, hatte durch den Wegfall der Walfangs und der Rezession der 1980er wirtschaftliche Probleme. Mit der Ausrichtung auf den Ökotourismus ab dem Jahr 1989 ging es wirtschaftlich wieder bergauf.

## Kaikoura-Erdbeben
Am 14. November 2016 verursachte das Erdbeben, das entsprechend seiner Auswirkungen Kaikoura-Erdbeben genannt wurde und sein Epizentrum 3,6 km südwestlich von Waiau hatte, auch in Kaikoura Schäden an Straßen und Gebäuden. Die Schäden an den Gebäuden waren allerdings nicht so schwerwiegend, dass Gebäude hätten abgerissen werden müssen. Schlimmer war, dass Kaikoura in den ersten Tagen nach dem Erdbeben vom Rest des Landes abgeschnitten war. Der State Highway 1 und die Eisenbahnlinie South Island Main Trunk Railway war nach Norden in Richtung Picton und nach Süden in Richtung Cheviot und weiter nach Christchurch durch Straßenschäden und Erdrutsche komplett blockiert. Auch eine mögliche Ausweichstrecke (Route 70) ins Inland über Waiau stand zunächst wegen Straßenschäden und Erdrutschen nicht zur Verfügung. Kaikoura musste aus der Luft und über den Seeweg versorgt und Touristen ausgeflogen werden.
Nach der Beseitigung von mehr als 50 Erdrutschen und zahlreichen Straßenschäden konnte die Route 70 am 19. Dezember 2016 als erste für den Verkehr wieder freigegeben werden. Die südliche Route über den State Highway 1 nach Kaikoura wurde nur tagsüber mit Einschränkungen freigegeben, nach Norden blieb sie über ein Jahr bis zur Wiedereröffnung am 15. Dezember 2017 gesperrt. Über 1700 Personen hatten über ein Jahr an der Beseitigung der Schäden auf dem von Kaikoura nach Norden verlaufenden Teilstück des State Highway 1 gearbeitet. Doch auch nach der Wiedereröffnung der Strecke blieben die Streckenabschnitte zwischen Clarence und Mangamaunu, nördlich von Kaikoura und zwischen Goose Bay und Peketa, südlich von Kaikoura, bis auf weiteres aus Sicherheitsgründen über die Nachtstunden zwischen 20:30 Uhr und 7:00 Uhr gesperrt.

## Der Ort
Kaikoura, fast gänzlich dem Ökotourismus verschrieben, rühmt sich, die erste Gemeindebehörde weltweit gewesen zu sein, die die Green Globe 21 (GG21) Auszeichnung für nachhaltiges Wirtschaften des World Travel and Tourism Council (WTTC) erhielt. Damit und mit den Fortschritten in der Reduzierung von Treibhausgas Emissionen versucht man seine Bedeutung im Natur-, Arten- und Klimaschutz in der Region, in Neuseeland und darüber hinaus zu unterstreichen.
Neben der Fischerei (Langusten) und der Landwirtschaft stellt der Tourismus heute die wichtigste Einkommensquelle des Ortes dar. 22,1 % der jährlich anreisenden Touristen kommen heutzutage von Übersee.

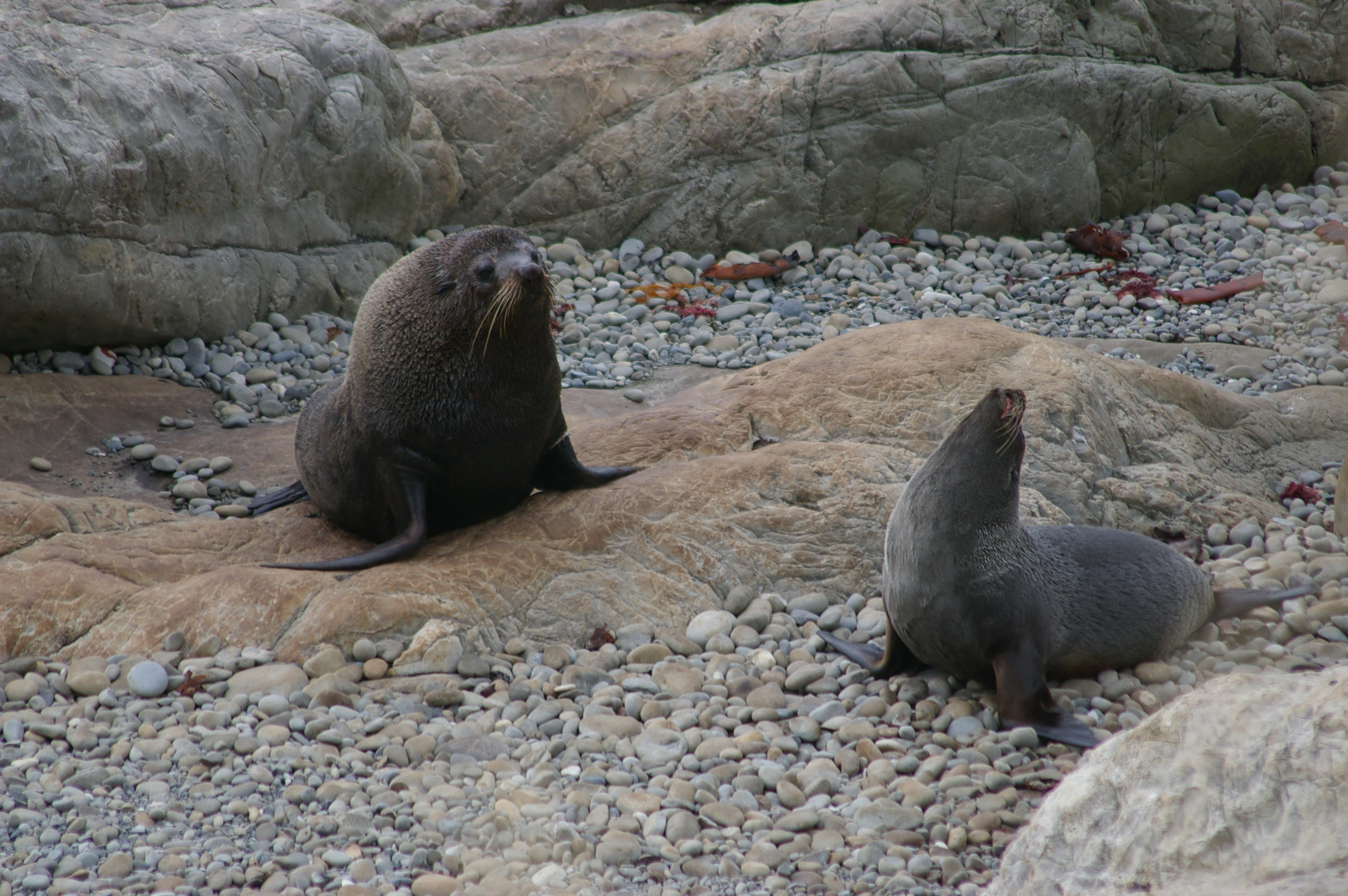
Ein männlicher Neuseeländischer Seebär links und ein weiblicher rechts

Seit 1987 kommen die Touristen vor allem, um Wale, Delfine, Seeelefanten, Seeleoparden und Seebären zu beobachten und zugleich den Artenreichtum an Seevögel an der Küste und auf dem Meer bewundern zu können. Whale Watching und Schwimmen mit den Delfinen zählen zu den zahlreichen touristischen Angeboten von Kaikoura.
Die Region Kaikoura steht weiterhin im wirtschaftlichen Wachstum. Die Zahl der Unternehmen nahm seit 1997 ständig zu und wurde 2005 mit knapp 500 angegeben. Weiteres wirtschaftliches Wachstum vorausgesetzt, gehen Prognosen derzeit davon aus, dass sich Kaikoura bis zum Jahr 2020 um weitere 900 Wohnhäuser vergrößern wird.

## Schienenverkehr
Kaikoura liegt an der Bahnstrecke Christchurch–Picton. Sie verbindet den Ort mit Christchurch und den südlichen Landesteilen entlang der Ostküste sowie dem nördlichen Teil der Südinsel, wo in Picton ein Trajekt (Interislander Ferry) zur Nordinsel anschließt. Der TranzCoastal hält im Bahnhof der Stadt.

## Persönlichkeiten
- Pat Boot (1914–1947), Mittelstreckenläufer